# مالين دياز
مالين دياز (بالسويدية: Malin Diaz)‏ (3 يناير 1994 - ) هي لاعبة كرة قدم سويدية في مركز الوسط. شاركت مع منتخب السويد تحت 19 سنة للسيدات لكرة القدم ومنتخب السويد لكرة القدم للسيدات. أما مع النوادي، فقد لعبت مع Eskilstuna United DFF ‏ وTyresö FF ‏ وAIK Fotboll (women) ‏.

## وصلات خارجية
- مالين دياز على موقع الاتحاد الدولي (مؤرشف)  (الإنجليزية)
- مالين دياز على موقع الاتحاد الأوربي (الإنجليزية)
- مالين دياز على موقع اتحاد السويد (السويدية)
- مالين دياز على موقع قاعدة بيانات كرة القدم.إي يو (الإنجليزية)
- مالين دياز على موقع Soccerway.com (الإنجليزية)